# Isola dei Cappuccini
L'isola dei Cappuccini è un isolotto di quasi 30000m², situato a meno di 500 metri dalla costa nord-ovest della Sardegna, facente parte del parco nazionale dell'Arcipelago di La Maddalena. Di forma ovale e abbastanza regolare è formata da un affioramento granitico che raggiunge una quota massima di 23 metri s.l.m.

## Ambiente e turismo
È parte sia del parco nazionale dell'Arcipelago di La Maddalena che del parco internazionale delle Bocche di Bonifacio ma al contrario delle altre isole minori sono presenti strutture ricettive, costituite da otto bungalow di forma circolare, che nel periodo estivo ospitano turisti in cerca di assoluta tranquillità e riservatezza. Possiede un piccolo porticciolo per l'approdo delle barche.